# Schizonycha confinis
Schizonycha confinis är en skalbaggsart som beskrevs av Louis Albert Péringuey 1904. Schizonycha confinis ingår i släktet Schizonycha och familjen Melolonthidae. Inga underarter finns listade i Catalogue of Life.